# Jasiony
Jasiony – wieś w Polsce położona w województwie mazowieckim, w powiecie żuromińskim, w gminie Lubowidz.
W latach 1954–1959 wieś należała i była siedzibą władz gromady Jasiony, po jej zniesieniu w gromadzie Syberia. W latach 1975–1998 miejscowość administracyjnie należała do województwa ciechanowskiego.
Przez miejscowość przebiega droga wojewódzka nr 563.